# العلاقات الإيطالية اللاوسية
العلاقات الإيطالية اللاوسية هي العلاقات الثنائية التي تجمع بين إيطاليا ولاوس.

## مقارنة بين البلدين
هذه مقارنة عامة ومرجعية للدولتين:
| وجه المقارنة                                              | إيطاليا                                                  | لاوس        |
| --------------------------------------------------------- | -------------------------------------------------------- | ----------- |
| المساحة (كم2)                                             | 301.34 ألف                                               | 236.80 ألف  |
| عدد السكان (نسمة)                                         | 60.60 مليون                                              | 6.86 مليون  |
| الكثافة السكانية (ن./كم²)                                 | 201.1                                                    | 28.97       |
| العاصمة                                                   | روما، فلورنسا، تورينو                                    | فيينتيان    |
| اللغة الرسمية                                             | اللغة الإيطالية                                          | اللغة اللاو |
| العملة                                                    | يورو، ليرة إيطالية                                       | كيب لاوي    |
| الناتج المحلي الإجمالي (بليون دولار)                      | 1.93 تريليون                                             | 16.85 مليار |
| الناتج المحلي الإجمالي (تعادل القوة الشرائية) بليون دولار | 2.26 تريليون                                             | 38.71 مليار |
| الناتج المحلي الإجمالي الاسمي للفرد دولار أمريكي          | 29.96 ألف                                                | 1.82 ألف    |
| الناتج المحلي الإجمالي للفرد دولار أمريكي                 | 35.46 ألف                                                |             |
| مؤشر التنمية البشرية                                      | 0.873                                                    | 0.575       |
| رمز المكالمات الدولي                                      | +39                                                      | +856        |
| رمز الإنترنت                                              | .it                                                      | .la         |
| المنطقة الزمنية                                           | توقيت وسط أوروبا، ت ع م+01:00، ت ع م+02:00، أوروبا/روما ‏ | ت ع م+07:00 |

## منظمات دولية مشتركة
يشترك البلدان في عضوية مجموعة من المنظمات الدولية، منها:
| علم المنظمة | اسم المنظمة                        | تاريخ انضمام إيطاليا | تاريخ انضمام لاوس |
| ----------- | ---------------------------------- | -------------------- | ----------------- |
|             | يونسكو                             | ?                    | 9 يوليو 1951      |
|             | مؤسسة التمويل الدولية              | 27 ديسمبر 1956       | 29 يناير 1992     |
|             | بنك التنمية الآسيوي                | 1966                 | 1966              |
|             | منظمة حظر الأسلحة الكيميائية       | ?                    | ?                 |
|             | مؤسسة التنمية الدولية              | 24 سبتمبر 1960       | 28 أكتوبر 1963    |
|             | وكالة ضمان الاستثمار متعدد الأطراف | 29 أبريل 1988        | 5 أبريل 2000      |
|             | منظمة الشرطة الجنائية الدولية      | ?                    | ?                 |
|             | الأمم المتحدة                      | 14 ديسمبر 1955       | 14 ديسمبر 1955    |
|             | البنك الدولي للإنشاء والتعمير      | 27 مارس 1947         | 5 يوليو 1961      |

## وصلات خارجية
- موقع وزارة الخارجية الإيطالية